# Sovietul Suprem al Republicii Moldovenești Nistrene
Sovietul Suprem al Republicii Moldovenești Nistrene (în  limba română cu alfabet chirilic: Советул Супрем ал Републичий Молдовенешть Нистрене, rusă Верховный Совет Приднестровской Молдавской Республики, ucraineană Верховна Рада Придністровської Молдавської Республіки) este parlamentul Transnistriei. Legislativul unicameral este alcătuit din 43 de mandate, toate determinate de circumscripții electorale unice (Polohy). Sovietul Suprem este condus de președintele Sovietului Suprem Alexandr Șcerba

## Istorie
Moldova consideră încă că Transnistria face parte din teritoriul său, însă pe data de declarat 2 septembrie 1990 sa declarat Republica Socialistă Sovietică Moldovenească de noua administrație de la Tiraspol. Întrucât Transnistria nu a fost o regiune autonomă înainte de a-și declara independența, ea nu a avut reprezentanți în URSS. Datorită acestei, toate autoritățile guvernamentale au fost formate de la zero.
La 2 septembrie 1990, al doilea Congres Extraordinar al Deputaților Poporului Nistrian au ales Sovietul Suprem (provizoriu), care a fost înființat doar pentru pregătirea alegerilor al Sovietul Suprem permanent. Igor Smirnov a fost ales președinte al Sovietului Suprem provizoriu în martie 1990. După ce Smirnov a fost ales Președinte la 29 noiembrie 1990, a fost urmat de Vladimir Gonchar.
La 25 noiembrie 1990, primele alegeri legislative la Sovietului Suprem al RMN au avut loc în Transnistria. Primul Soviet Suprem a fost bicameral: el a constat din două camere - Sovietul Republicii și Sovietul Naționalităților. Sovietul Suprem a fost ales pentru un mandat de cinci ani și a constat din 64 de deputați. La 30 ianuarie 1991, Sovietul Suprem a ales ca președinte pe Moldoveanul Grigore Mărăcuță.
După referendumul din 1995 și adoptarea celei de-a doua Constituții a Transnistriei, componența Sovietului Suprem sa schimbat. Sovietul Republicii a fost înlocuit de Camera Legislativă și Sovietul Naționalităților a fost schimbat în Camera Reprezentanților. Cel de-al doilea Soviet Suprem a fost ales pentru un mandat de cinci ani și a constat din 67 deputați (32 în casă inferioară și 35 în casă superioară). Alegerile pentru cel de-al doilea Consiliu Suprem au avut loc la 24 decembrie 1995.
În 2000 au fost făcute modificări în Constituția RMN, ceea ce a dus la o nouă schimbare în organizarea Sovietului Suprem. A devenit un guvern unicameral și a constat din 43 de deputați.
Până în 2005, președintele Sovietului Suprem a fost Grigore Mărăcuță, dar după victoria electorală a Partidului "Обновление" (reînnoire), partid de opoziție, Evgheni Șevciuk a devenit noul președinte.
În 2009, președintele Igor Smirnov a înființat o comisie pentru elaborarea unei constituții noi. La 22 iulie 2009, Șevciuk a demisionat în calitate de vorbitor și a fost succedat de ucraineanul rus Anatoly Kaminski, de asemenea, de la partidul "Обновление" (reînnoire). Șevciuk a citat noua constituție propusă ca un factor major pentru motivul pentru care a demisionat. El la învins pe Smirnov și pe fostul său coleg Kaminski în alegerile prezidențiale din 2011. În urma înfrângerii alegerilor, Kaminski a demisionat atât în calitate de vorbitor, cât și ca șef al partidului "Обновление" (reînnoire). A fost urmat de Mikhail Burla, un ucrainean.

## Membrii parlamentului
Majoritatea membrilor parlamentului sunt Nistreni. Potrivit datelor RMN oficiale, 22 dintre cei 43 de parlamentari s-au născut în RMN, în timp ce patru s-au născut în Republica Moldova, șapte s-au născut în Rusia, șase în Ucraina și patru nu au declarat.

## Ultimele alegeri
Format:Alegerile legislative transnistrene, 2010

## Vorbitori
- Igor Smirnov (noiembrie 1990)
- Vladimir Gonchar (noiembrie 1990 - ianuarie 1991; intermar)
- Grigore Mărăcuță (1991–2005)
- Evgheni Șevciuk(2005–2009)
- Anatoli Kaminski (2009–2012)
- Mikhail Burla (13 iunie 2012 – 23 decembrie 2015)
- Vadim Krasnoselski (23 decembrie 2015 – 14 decembrie 2016)
- Alexandr Șcerba (14 decembrie 2016 – 23 ianuarie 2019)
- Aleksandr Korșunov (23 ianuarie 2019 –)

## References
1. ↑  Supreme Council of the PMR. Retrieved 8 June 2008
2. ↑   Конституционалэ Курта Републичий Молдовенешть Нистрене. Retrieved ianuarie 2017
3. ↑  Верховный Совет Приднестровской Молдавской Республики retrieved 15 Apr 2011
4. ↑  Конституційний суд Придністровської Молдавської Республіки. Accesat la 1 martie 2017.

## External links
- Website-ul oficial al Sovietului Suprem
- Parliament summary Arhivat în 17 mai 2008, la Wayback Machine.